# Resolutie 1737 Veiligheidsraad Verenigde Naties
Resolutie 1737 van de Veiligheidsraad van de Verenigde Naties werd unaniem door de VN-Veiligheidsraad aangenomen op 23 december 2006 en legde sancties op tegen Iran naar aanleiding van het atoomprogramma van Iran.
De ontwerpresolutie was twee maanden eerder ingediend door het Verenigd Koninkrijk, Frankrijk en Duitsland en vervolgens verscheidene keren aangepast na bezwaren van Rusland en China, die beide economische belangen hadden in Iran.
Iran zelf wees de resolutie van de hand en vond dat het het recht had om kernenergie voor vreedzame doeleinden na te streven. Het land beschuldigde de Veiligheidsraad tevens van hypocrisie omdat die niet reageerde op de vermeende kernwapens van Israël.

## Achtergrond
Irans nucleaire programma werd reeds in de jaren 1950 en met Amerikaanse ondersteuning op touw gezet om kernenergie voort te brengen. Na de Iraanse Revolutie in 1979 lag het kernprogramma stil. Eind jaren 1980 werd het, deze keer zonder westerse steun maar met medewerking van Rusland en China, hervat. Er rees echter internationale bezorgdheid dat het land ook de ambitie had om kernwapens te ontwikkelen.

## Inhoud

### Waarnemingen
Onder het non-proliferatieverdrag hadden alle landen het recht om onderzoek te doen naar en gebruik te maken van kernenergie voor vreedzame doeleinden. Men was echter erg bezorgd over rapporten van het Internationaal Atoomenergieagentschap (IAEA) inzake het kernprogramma van Iran, dat mogelijk een militaire dimensie had. Het IAEA kon ook niet bevestigen dat er geen onaangegeven kernmaterialen en -activiteiten waren in Iran. Het land had ook de uraniumverrijking niet stopgezet, zoals was geëist met resolutie 1696, en had evenmin de samenwerking met het IAEA hervat.

### Handelingen
Daarom eiste de Veiligheidsraad dat Iran volgende nucleaire activiteiten stopzette en mogelijk maakte dat het IAEA dit controleerde:
a. Uraniumverrijking en -herwerking,
b. Projecten in verband met zwaar water.
Ook moesten alle landen de levering van materialen, uitrusting, goederen en technologieën die aan deze activiteiten of aan de ontwikkeling van wapendraagsystemen konden bijdragen verbieden.
Verder moesten alle landen de financiële middelen van de personen en organisaties die in bijlage waren opgesomd en waren verbonden aan het Iraanse nucleaire of wapenprogramma bevriezen. Ten slotte werd ook een comité opgericht dat moest toezien op deze maatregelen, beslissen over uitzonderingen en de lijst met personen en entiteiten voor wie ze golden moest onderhouden. Als Iran binnen de 60 dagen niet aan de eisen had voldaan, zouden verdere maatregelen volgen.

### Annex
De bijlage van de resolutie gaf een lijst van entiteiten en personen die waren betrokken bij achtereenvolgens Irans kernprogramma en ballistische raketprogramma en op wie de opgelegde sancties van kracht werden.

## Implementatie in Nederland
Naar aanleiding van de resolutie van de Veiligheidsraad werd door de Raad van de Europese Unie een Gemeenschappelijk Standpunt aangenomen. Vervolgens is er een Europese verordening opgesteld om te zorgen dat de maatregelen uit het Gemeenschappelijk Standpunt in alle lidstaten uniform worden toegepast en de opdracht tot het stellen van sancties verder wordt geformaliseerd.. Op basis van het Gemeenschappelijk Standpunt en de Europese verordening heeft de toenmalig Minister van Buitenlandse Zaken uiteindelijk de 'sanctieregeling Iran 2007' verder aangescherpt. Naar aanleiding van nieuwe Europese verordeningen is de sanctieregeling in 2010 en in 2012 aangepast.

### Rechtszaak sanctieregeling Iran
Op 27 maart 2009 spanden drie eisers met zowel de Iraanse als de Nederlandse nationaliteit – een bachelorstudent scheikunde, een promovendus techniekfilosofie en een hoogleraar kernfysica – een rechtszaak tegen de Staat der Nederlanden aan. In het geding eisten zij primair dat de rechter de sanctieregeling onverbindend zou verklaren; deze zou namelijk in strijd zijn met verschillende internationale verdragen die discriminatie verbieden. De rechtbank wees de vordering van de eisers toe en verklaarde daarmee de sanctieregeling onverbindend. De Staat ging vervolgens in hoger beroep tegen deze uitspraak. Het gerechtshof was het echter met de rechtbank eens en bekrachtigde het vonnis. In laatste instantie volgde de Hoge Raad in het cassatieberoep de uitspraak van het gerechtshof. De Hoge Raad oordeelde dat de Staat discriminerend had gehandeld en er ook voor gekozen had kunnen worden een sanctieregeling op te stellen waarin niet louter mensen met een Iraans paspoort uitgesloten werden van bepaalde kennis en studies. De Staat was namelijk naar aanleiding van zowel de resolutie van de Veiligheidsraad als het Gemeenschappelijk Standpunt niet verplicht om onderscheid te maken op grond van nationaliteit.

## Verwante resoluties
- Resolutie 1696 Veiligheidsraad Verenigde Naties
- Resolutie 1747 Veiligheidsraad Verenigde Naties (2007)
- Resolutie 1803 Veiligheidsraad Verenigde Naties (2008)

Lijst ·  1652 ·  1653 ·  1654 ·  1655 ·  1656 ·  1657 ·  1658 ·  1659 ·  1660 ·  1661 ·  1662 ·  1663 ·  1664 ·  1665 ·  1666 ·  1667 ·  1668 ·  1669 ·  1670 ·  1671 ·  1672 ·  1673 ·  1674 ·  1675 ·  1676 ·  1677 ·  1678 ·  1679 ·  1680 ·  1681 ·  1682 ·  1683 ·  1684 ·  1685 ·  1686 ·  1687 ·  1688 ·  1689 ·  1690 ·  1691 ·  1692 ·  1693 ·  1694 ·  1695 ·  1696 ·  1697 ·  1698 ·  1699 ·  1700 ·  1701 ·  1702 ·  1703 ·  1704 ·  1705 ·  1706 ·  1707 ·  1708 ·  1709 ·  1710 ·  1711 ·  1712 ·  1713 ·  1714 ·  1715 ·  1716 ·  1717 ·  1718 ·  1719 ·  1720 ·  1721 ·  1722 ·  1723 ·  1724 ·  1725 ·  1726 ·  1727 ·  1728 ·  1729 ·  1730 ·  1731 ·  1732 ·  1733 ·  1734 ·  1735 ·  1736 ·  1737 ·  1738